# KPMG
KPMG is een internationale accountants- en adviesorganisatie. Er werken ruim 219.000 medewerkers in 147 landen.
KPMG levert diensten op het gebied van audit, belasting en advies. Het bedrijf behoort samen met EY (Ernst & Young), PwC en Deloitte tot de zogenaamde Big Four.

## Geschiedenis
De onderneming is in 1987 ontstaan uit opeenvolgende fusies van diverse accountantskantoren.
De letters staan voor de namen van de eerste oprichters van de toen nog aparte kantoren:
- Klynveld, begon in 1917 een accountantskantoor in Amsterdam dat later als Klynveld Kraayenhof & Co. bekend zou worden.
- Peat, begon in 1870 in Londen onder de naam William Barclay Peat & Co.
- Marwick, begon in 1897 samen met Roger Mitchell in New York onder de naam Marwick, Mitchell & Co.
- Goerdeler, was vele jaren voorzitter van een Duitse firma met de naam Deutsche Treuhandgesellschaft.

In 1911 fuseren William Barclay Peat & Co. en Marwick, Mitchell & Co. tot een nieuwe firma onder naam Peat Marwick International (PMI). In 1979 fuseren Klynveld Kraayenhof & Co. (KKC) en de Deutsche Treuhandgesellschaft en McLintock Main Lafrentz & Co. tot Klynveld Main Goerdeler (KMG). In 1987 ontstond door een fusie van bovengenoemde firma's KMG en PMI het huidige KPMG.

## Nederland
In 1939 werd het belastingadviesbureau Meijburg & Co opgericht door mr. Willem Meijburg, inspecteur van 's Rijksbelastingen. Als gevolg van de fusie tussen PMI en KMG in 1988 gingen de belastingadviseurs van PMI samen met die van Meijburg & Co. Per 1992 werd de naam Meijburg & Co gewijzigd in KPMG Meijburg & Co.
De Nederlandse tak van KPMG International kent drie onderdelen:
- KPMG Audit (bedrijfsrevisie)
- KPMG Advisory
- KPMG Meijburg & Co (belastingadviseurs)

### Bestuur
Naar aanleiding van een aantal affaires kondigde op 4 april 2014 bestuursvoorzitter Jurgen van Breukelen een serie maatregelen aan om het interne toezicht te versterken. Om meer externe expertise binnen te halen in de RvC werd Jan Hommen binnengehaald.
Op 16 april meldde De Telegraaf dat Van Breukelen inmiddels zelf onder vuur lag na een mislukt vastgoedavontuur met de gemeente Blaricum. Op 12 mei 2014 trad hij af als bestuursvoorzitter. Op 14 juni 2014 werd Jan Hommen benoemd tot voorzitter van de Raad van Bestuur.

## Affaires

### Vestia-affaire
Op 26 april 2012 liet  KPMG aan de woningcorporatie Vestia weten de goedkeuring over de jaarrekening van 2010 niet te kunnen handhaven. Het was de eerste keer in de geschiedenis van KPMG dat een  controleverklaring werd ingetrokken. Op 3 mei werd bekend dat KPMG de tekenbevoegdheid van haar certificerend accountant Marco Noorlander introk. Stichting Onderzoek Bedrijfs Informatie met Pieter Lakeman aan het hoofd diende op 2 mei 2012 een tuchtrechtklacht in tegen deze accountant van KPMG inzake de jaarrekening 2010. Op 26 juli dient ook de Autoriteit Financiële Markten eenzelfde klacht in bij de rechtbank te Zwolle, waarbij wordt verzocht de klacht van SOBI op te schorten. De AFM deed dit verzoek wegens het ne bis in idem principe. Ze hoopte zelf een betere zaak tegen KPMG te hebben dan SOBI.
Er werden in maart 2013 drie tuchtrechtklachten jegens Marco Noorlander behandeld bij de Accountantskamer te Zwolle. Naast de AFM en SOBI klaagde ook Vestia haar eigen accountant aan, volgens Lakeman "bizar". Noorlander liet voorafgaand aan de zaak al weten nooit meer in de "accountantcy werkzaam te zullen zijn. De klachten over KPMG werden grotendeels gegrond verklaard. Hij werd door de Accountantskamer berispt.
Op 6 oktober ging SOBI tegen de gebrekkige motivering van de berisping jegens Noorlander in hoger beroep. Later volgden de andere drie procespartijen.

### Boete en kritiek van de AFM
Op 3 juni 2013 werd bekend dat de AFM KPMG twee boetes oplegde van totaal 881.250 euro inzake een slecht systeem van kwaliteitsbeheersing in de jaren 2008 en 2009. In een rapport uit september 2014  van de AFM over de vier grote accountantskantoren, kwam KPMG er het slechtst vanaf.
KPMG kreeg hiervoor een boete opgelegd van € 1, 2 miljoen.

### Fraude bij Imtech
Willem Riegman was degene die de onregelmatigheden bij Imtech als eerste ontdekte. In maart 2013 raakte KPMG-registeraccountant Willem Riegman in opspraak. Hij moest zich voor de tuchtrechter verantwoorden voor zijn handtekening over een mogelijke valse jaarrekening van Imtech-dochter Ventilex. Deze zaak draaide om een bonusregeling van de ontslagen Ventilex-directeur Henk Dijkman. Imtech wilde onder de bonus uit en schermde daartoe bij de rechter met een interne jaarrekening van Ventilex waaruit moest blijken dat het bedrijf verlies had gedraaid. Dijkman presenteerde op zijn beurt echter ook een jaarrekening waaruit bleek dat zijn bedrijf wel degelijk winst maakte. De beschuldiging dat de jaarrekening vals was, was echter onjuist. Daarom was er geen reden voor het OM om een strafrechtelijk onderzoek in te stellen. De klacht van Dijkman werd derhalve ongegrond bevonden door de tuchtrechter.
De VEB maakte in augustus 2013 bekend dat ze naast voormalig Imtech-bestuurders Van der Bruggen en Gerner ook KPMG aansprakelijk ging stellen voor de schade die beleggers hebben geleden vanwege misleidende cijfers die door Imtech zijn gepubliceerd. Maandag 28 september 2020 start bij de accountantskamer te Zwolle een tuchtzaak tegen drie KPMG-accountants.

### Ballast Nedam affaire
In november 2013 kwam naar buiten dat justitie onderzoek doet naar omkoping van overheidsfunctionarissen in Saudi-Arabië door het Ballast Nedam-team van KPMG. Minimaal drie (oud-)partners bleken hierbij betrokken te zijn geweest. Op 30 december werd bekend dat KPMG een schikking van 7 miljoen euro had getroffen met het Openbaar Ministerie. Meteen daaropvolgend claimde de VEB 10 miljoen als compensatie voor gedupeerde aandeelhouders. Omdat alleen het bedrijf een schikking heeft kunnen aangaan, blijven de drie (oud-)partners in het vizier van Justitie. Minister van Justitie Ivo Opstelten zou hier persoonlijk de hand in hebben gehad. Maart 2018 werd een pro forma zitting gehouden. In april 2018 verbood de rechtbank het OM verdere vervolging.

### SBM Offshore schikking met Justitie
Het Openbaar Ministerie had als onderdeel van de schikking die ze met KPMG sloot rondom de smeergelden bij Ballast Nedam afgesproken dat er ook verder onderzoek zou worden gedaan naar andere projecten die door KPMG gecontroleerd waren. Daaruit kwam naar voren dat SBM Offshore 250 miljoen dollar aan steekpenningen betaald zou hebben. Deze jaarcijfers werden door dezelfde accountant die ook betrokken was bij Ballast Nedam goedgekeurd.

### Bouw hoofdkantoor Amstelveen
Op 17 april 2014 kwam naar buiten dat het Openbaar Ministerie en de FIOD een joint venture onderzoeken van KPMG en een projectontwikkelaar in verband met mogelijke belastingfraude rondom de bouw van het nieuwe hoofdkantoor in Amstelveen. Partner en oud-KPMG-bestuurder Jaap van Everdingen treedt terug uit al zijn functies in verband met de kwestie.
Pikant is verder dat KPMG belastingadviezen over de bouwkosten, afkomstig van topfiscalisten bij KPMG Meijburg, naast zich neer heeft gelegd. Volgens De Telegraaf zou dat zijn gebeurd om de groep partners rond voormalig KPMG-topman Jaap van Everdingen 16 miljoen te laten verdelen, ten koste van alle partners, die het nieuwe hoofdkantoor voor een te hoge huurprijs moesten huren. De (toenmalige) beroepsorganisatie NBA vroeg terstond tekst en uitleg aan KPMG inzake het strafrechtelijk onderzoek. De Telegraaf berichtte op 15 mei 2014 dat de organisatie uit het omstreden gebouw zou willen vertrekken.
In april 2019 zijn alle verdachten in deze zaak door de rechter volledig vrijgesproken. Inmiddels heeft het OM hoger beroep aangetekend.

### Vleesverwerker Weyl
De rechtbank te Almelo veroordeelde op 16 juni 2014 de directeur en financieel directeur van vleesbedrijf Weyl tot respectievelijk 2 en 1 jaar gevangenisstraf wegens grootschalige fraude. In de jaren daarvoor - in de periode dat KPMG de accountant was -had er grootschalige fraude plaatsgevonden bij het bedrijf. Onderzoeksbureau SOBI had in augustus 2014 een schikking getroffen met KPMG inzake het falen van de controlerend accountant en trok daarop de tuchtrechtklacht in. De Accountantskamer te Zwolle besloot op 30 oktober de zaak tegen de accountant van KPMG toch voort te zetten. De AFM werd ingeroepen om het algemeen belang te vertegenwoordigen. Accountskantoor Ernst & Young kwam desgevraagd met een vernietigend rapport over hun collega's van KPMG.
Op 25 maart 2015 volgde alsnog een tuchtklacht van AFM jegens de KPMG-accountant.
Op 25 februari 2015 waren de curatoren van Weyl AFM voorgegaan. Op 18 december werd de betreffende accountant uit zijn beroep gezet. 
De curator diende op 25 mei 2016 een claim van 150 miljoen euro in bij de accountant. SOBI schikte uiteindelijk in 2017 de zaak met KPMG.

### Swapschade bv versusABN AMRO
Pieter Lakeman van Swapschade BV dreigt 27 februari 2015 met een tuchtklacht tegen de accountants van KPMG als zij deze jaarstukken 2014 van de bank goedkeuren. Er zou een voorziening van 3,65 miljard euro moeten worden genomen over de jaarcijfers 2014, die daarmee in het rood duiken. Op 23 maart verklaart Lakeman de klacht daadwerkelijk te gaan indienen.

### Algemeen fraude-onderzoek
In juni 2015 schreef De Telegraaf dat zes voormalige topmannen verdacht werden van fraude.

### Nasleep Paperlinx zaak
Op 11 juni 2024 kwam naar buiten dat KPMG diep betrokken is bij het faillissement destijds in 2015 van Paperlinx. De curatoren eisen 11,5 miljoen. Bovendien kwam naar buiten dat de huidige baas van de accountstak, tegen een waarschuwing door de Accountantskamer in deze zaak was opgelopen.

## Werknemers
Bekende (oud-)werknemers van KPMG in Nederland zijn:
- Walther Ploos van Amstel
- Piet Bolwijn
- Wouter Bos (voormalig partner)[50]
- Roger van Boxtel
- Roos van Erp-Bruinsma
- Wessel Ganzevoort
- Jeanine Hennis-Plasschaert
- Eddy van Hijum
- Mariken van Hilten
- Caroline Nagtegaal-van Doorn
- Hilbrand Nawijn
- Floris van Oranje-Nassau, Van Vollenhoven
- Jolande Sap
- Rita Verdonk
- Remmer Willem Starreveld
- Marius van Zeijts

## Bestuursvoorzitters KPMG

### Voorzitters raad van bestuur
- Piet Klijnveld
- Jacob Kraayenhof
- Han de Leeuw
- Geert Timmer
- Johan Steenmeijer (.. - 1992)
- Ruud Koedijk (1992 - 1998)
- Ben van der Veer (1999 - 2008)
- Herman Dijkhuizen (2008 - oktober 2012)
- Jurgen van Breukelen (oktober 2012 - 2014)
- Jan Hommen (2014 - oktober 2015)
- Andrew Cranston (oktober 2015 - november 2015) (waarnemend)
- Albert Röell (november 2015-november 2017)
- Rob Fijneman (december 2017 - 15 augustus 2018) (waarnemend)
- Stephanie Hottenhuis (15 augustus 2018 - heden)